# Велика Солона
Велика Солона (в минулому — Солоне, Велике Солоне, Гідерима, Новокосіорівка, Куйбише́вка) — село в Україні, у Єланецькій селищній громаді Вознесенського району Миколаївської області. Населення становить 955 осіб. До 2020 року орган місцевого самоврядування — Великосолонівська сільська рада.

## Історія
Станом на 1886 рік у колишньому власницькому селі Єланецької волості мешкало 1797 осіб, налічувалось 310 дворів, існували православна церква, школа, 3 лавки.
Чорною сторінкою вписана в долі майже кожної сім'ї села Куйбишевка Німецько-радянська війна. В серпні 1941 року нацисти захопили Куйбишівку. У радянську армію пішло 973 чоловіки, 242 з них так і не повернулося додому – загинуло смертю хоробрих на полях битв. В Чехословаччині поблизу містечка Левичі на обеліску спорудженому на братській могилі радянських воїнів, викарбувано прізвище й нашого земляка Анатолія Миколайовича Тягая. Він був
льотчиком і загинув у повіряному бою, визволяючи цей край від нацистів.
Більше 70 куйбишевців, котрі брали участь у Німецько-радянській війні, нагороджені орденами і медалями Вітчизни.
20 березня 1944 року радянські війська визволили Куйбишівку. Жителі села приступили до відновлення зруйнованого під час війни. Більшість чоловіків були ще на фронті; тож увесь тягар ліг на плечі жінок, стариків та підлітків – сіяли вручну, орали землю коровами і волами. Не зважаючи на величезні труднощі, хліб посіяли. Врожайність, звичайно, була низькою.

## Населення

### Мова
Розподіл населення за рідною мовою за даними :
| Мова            | Кількість | Відсоток |
| --------------- | --------- | -------- |
| українська      | 1091      | 92.14%   |
| російська       | 41        | 3.46%    |
| румунська       | 39        | 3.29%    |
| вірменська      | 9         | 0.76%    |
| болгарська      | 2         | 0.17%    |
| білоруська      | 1         | 0.09%    |
| інші/не вказали | 1         | 0.09%    |
| Усього          | 1184      | 100%     |